# قويطول (غرمي)
قويطول (بالإنجليزية: Quytul, Ardabil)‏ هي مستوطنة تقع في قسم انغوت الغربي الريفي في إيران. يقدر عدد سكانها بـ 79 نسمة .